# 徐開禧
徐開禧（？—17世紀），字錫餘，號念菴，直隸蘇州府崑山縣人，明朝、南明政治人物。

## 生平
天啟元年（1621年）辛酉科應天鄉試第二名舉人，到崇禎元年（1628年）成進士，獲授臨武知縣，改翰林院庶吉士，後辭官歸鄉，寫下效法以前賢臣的文章，讓講授的文人學習。弘光帝即位，起用他為翰林院編修、詹事府右中允、左諭德、經筵講官，因父母逝世歸鄉，南京失陷後曾在崑山起兵；隆武帝繼位後，同時召任他和周廷鑨、王文企、郭之祥、姚宗衡、嚴似祖、何九雲、張之奇、孟應春，他得任命為詹事，協理翰林院事，福京失守後不接受清朝薦舉隱逸，不再出仕。

## 引用
1. 1 2  錢海岳《南明史·卷四十四·列傳第二十》：開禧，字錫餘，崑山人。崇禎元年進士。授臨武知縣，改庶吉士歸。文本先正法程，講舉業者師之。
2. ↑  《南國賢書》
3. ↑  光緒《崑新兩縣續修合志·卷十八·選舉二》：天啟元年辛酉科（舉人） 徐開禧 號念菴，應時孫，經魁，見進士
4. ↑  錢海岳《南明史·卷四十四·列傳第二十》：紹宗即位，（周廷鑨）與王文企、徐開禧、郭之祥、姚宗衡、嚴似祖、何九雲、張之奇、孟應春同召。……弘光時，起編修、右中允、左諭德、經筵講官，憂歸。南京亡，起兵崑山。紹宗召詹事，協理翰林院事。清舉隱逸，不出。